# Cleveland Pipers 1961-1962
La stagione 1961-62 dei Cleveland Pipers fu la 1ª e unica nella ABL per la franchigia.
I Cleveland Pipers vinsero la Eastern Division con un record di 45-36. Nei First Half Playoffs persero con i Kansas City Steers (2-1). Nei play-off vinsero i quarti di finale con i San Francisco Saints (1-0), la semifinale con i New York Tapers (1-0), vincendo poi il titolo battendo nella finale ABL i Kansas City Steers (3-2).

## Roster
| N° | Naz.                   | Ruolo | Sportivo        | Anno | Alt. | Peso |
| -- | ---------------------- | ----- | --------------- | ---- | ---- | ---- |
|    | Stati Uniti (bandiera) | A     | Jack Adams      | 1934 | 193  | 84   |
|    | Stati Uniti (bandiera) | GA    | Dick Barnett    | 1936 | 193  | 86   |
|    | Stati Uniti (bandiera) | G     | John Barnhill   | 1938 | 185  | 77   |
|    | Stati Uniti (bandiera) | C     | Dick Brott      | 1935 | 203  | 95   |
|    | Stati Uniti (bandiera) | G     | Johnny Cox      | 1936 | 193  | 82   |
|    | Stati Uniti (bandiera) | G     | Jimmy Darrow    | 1937 | 178  | 77   |
|    | Stati Uniti (bandiera) | AC    | Archie Dees     | 1936 | 203  | 93   |
|    | Stati Uniti (bandiera) | AC    | Connie Dierking | 1936 | 206  | 101  |
|    | Stati Uniti (bandiera) | C     | Bevo Francis    | 1932 | 203  | 88   |
|    | Stati Uniti (bandiera) | G     | Gus Guydon      | 1938 | 185  | 82   |
|    | Stati Uniti (bandiera) | A     | Max Jameson     | 1935 | 193  | 98   |
|    | Stati Uniti (bandiera) | A     | Rossie Johnson  | 1938 | 193  | 86   |
|    | Stati Uniti (bandiera) | A     | Bob Keller      | 1937 | 198  | 95   |
|    | Stati Uniti (bandiera) | A     | Lowery Kirk     | 1938 | 196  | 88   |
|    | Stati Uniti (bandiera) | G     | Hal Lear        | 1935 | 180  | 74   |
|    | Stati Uniti (bandiera) | AC    | Grady McCollum  | 1938 | 193  | 88   |
|    | Stati Uniti (bandiera) | AC    | David Romanoff  | 1933 | 201  | 95   |
|    | Stati Uniti (bandiera) | A     | Larry Siegfried | 1939 | 185  | 86   |
|    | Stati Uniti (bandiera) | C     | Roger Taylor    | 1937 | 183  | 79   |
|    | Stati Uniti (bandiera) | GA    | Ben Warley      | 1936 | 196  | 91   |

## Staff tecnico
- Allenatori: John McLendon (26-25), Bill Sharman (19-11)